# Autobusová stanica Mlynské Nivy

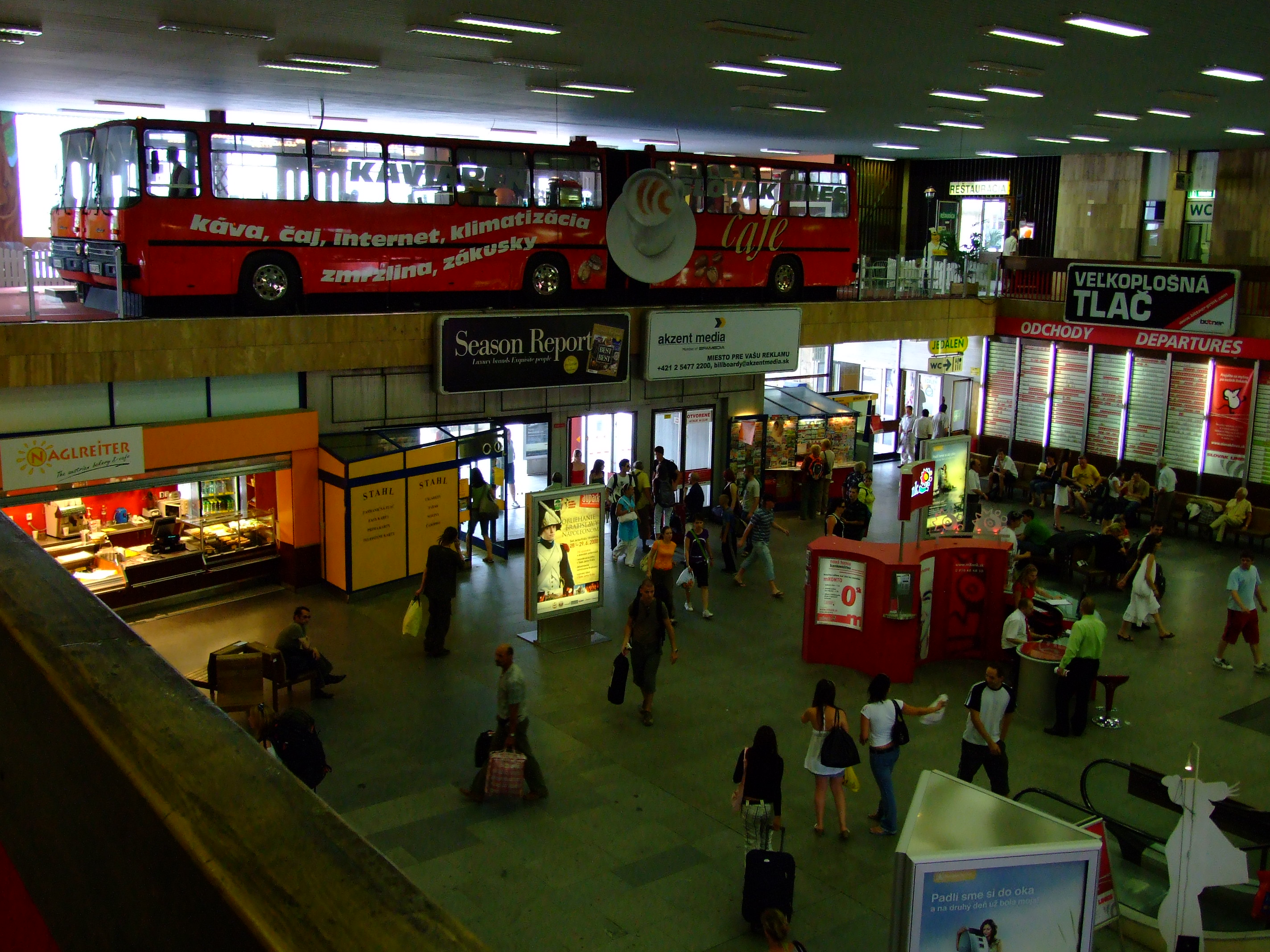
Wewnątrz budynku dworca

Autobusová stanica Mlynské Nivy – główny dworzec autobusowy w Bratysławie, stolicy Słowacji. Obiekt zlokalizowany jest ok. 1,5 km na wschód od centrum miasta. Budowa dworca trwała w latach 1975–1983, a jego oddanie do użytku nastąpiło 15 sierpnia 1983 roku.